# Webarchiv Schweiz
Das Webarchiv Schweiz ist das nationale Websites-Archiv der Schweiz und dient als Langzeitarchivierung von Websites.
Das Webarchiv Schweiz entstand durch die Zusammenarbeit zwischen der Schweizerischen Nationalbibliothek und den Kantonsbibliotheken sowie Spezialbibliotheken, wie z. B. dem Schweizerischen Sozialarchiv, weil Websites «unverzichtbare Quellenbestände» von z. B. Sozialgeschichte sein können.
Ihr Ziel des Archives ist es, «landeskundlich relevante» Schweizer Websites (wie z. B. diejenige des Historischen Lexikons der Schweiz) zu sammeln, langfristig zu archivieren sowie zugänglich zu machen. Wegen urheberrechtlicher Gründe ist der Zugriff auf das Websitearchiv auf Infostationen der beteiligten Bibliotheken, wo das Kopieren von Informationen aus den Websites durch eine Software verhindert wird, beschränkt.